# Géfyra Isthmoú
Géfyra Isthmoú (en grec moderne : Γέφυρα Ισθμού) est un village de la périphérie du  Péloponnèse en Grèce. En 2011 sa population était de 358 habitants. Son nom (« Pont-de-l'Isthme ») fait référence au pont qui traverse le canal de Corinthe.